# Polonek sodu
Polonek sodu, Na
2Po – nieorganiczny związek chemiczny z grupy polonków, połączenie polonu i sodu. Formalnie może być uważany za sól nieznanego kwasu polonowodorowego. Razem z innymi polonkami należy do najbardziej chemicznie stabilnych związków polonu. Jak wszystkie związki polonu jest nadzwyczaj toksyczny.

## Otrzymywanie
Związek ten został otrzymany przez ogrzewanie polonu z sodem w temperaturze 300–400 °C.

## Struktura
Polonek sodu ma strukturę antyfluorytu, podobnie jak analogiczne związku sodu z pozostałymi tlenowcami – Na
2O, Na
2S, Na
2Se i Na
2Te.